# Oecanthus chopardi
Oecanthus chopardi är en insektsart som beskrevs av Boris Petrovich Uvarov 1957. Oecanthus chopardi ingår i släktet Oecanthus och familjen syrsor. Inga underarter finns listade i Catalogue of Life.